# Panagaeinae
Sous-famille
Les Panagaeinae sont une sous-famille de coléoptères de la famille des carabidae.

## Tribus
- Brachygnathini Basilewsky, 1946
- Panagaeini Bonelli, 1810
- Peleciini Chaudoir, 1880